# ژان پل ریبرو
ژان پل ریبرو (انگلیسی: Jean-Paul Ribreau؛ زادهٔ ۱ دسامبر ۱۹۵۷) بازیکن فوتبال اهل فرانسه است.